# Bankeraceae
Famille
Les Bankeraceae sont des champignons de l'ordre des Thelephorales, caractérisés par l'aspect hydné.

## Taxonomie desBankeraceae
Cette famille présente cinq genres :

### Le genreBankera

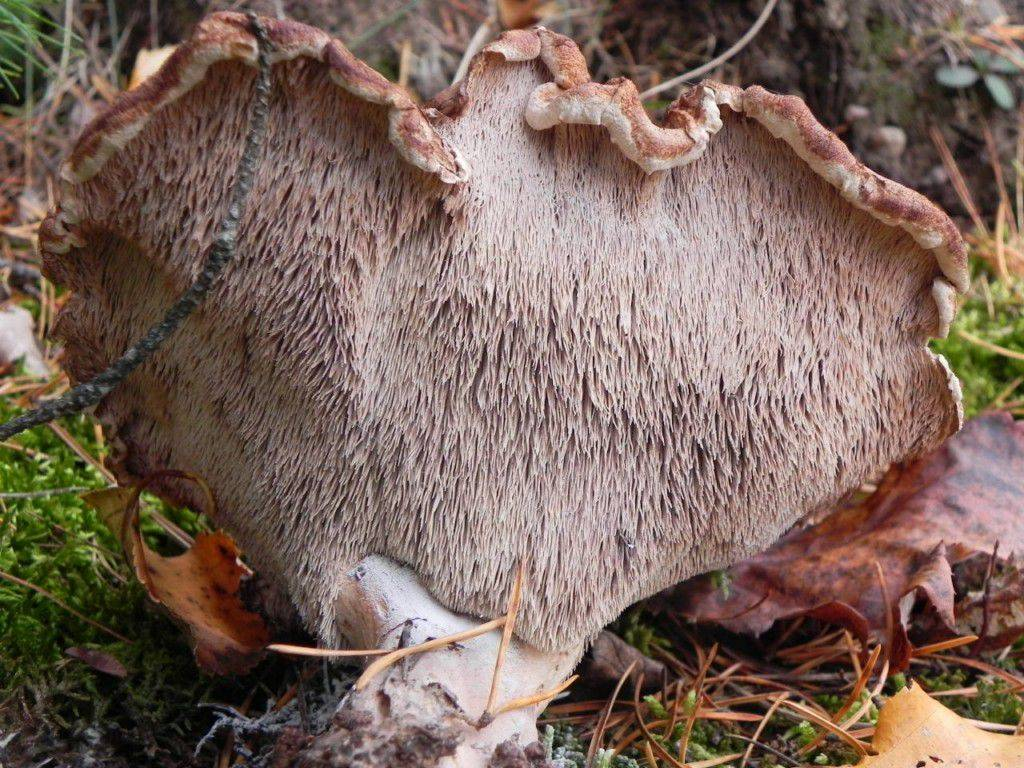
Le genre Bankera

- Bankera fuligineoalba
- Bankera violascens

### Le genreBoletopsis
- Boletopsis atrata
- Boletopsis grisea
- Boletopsis leucomelaena
- Boletopsis perplexa
- Boletopsis smithii

### Le genreCorneroporus
- Corneroporus subcitrinus

### Le genreHydnellum

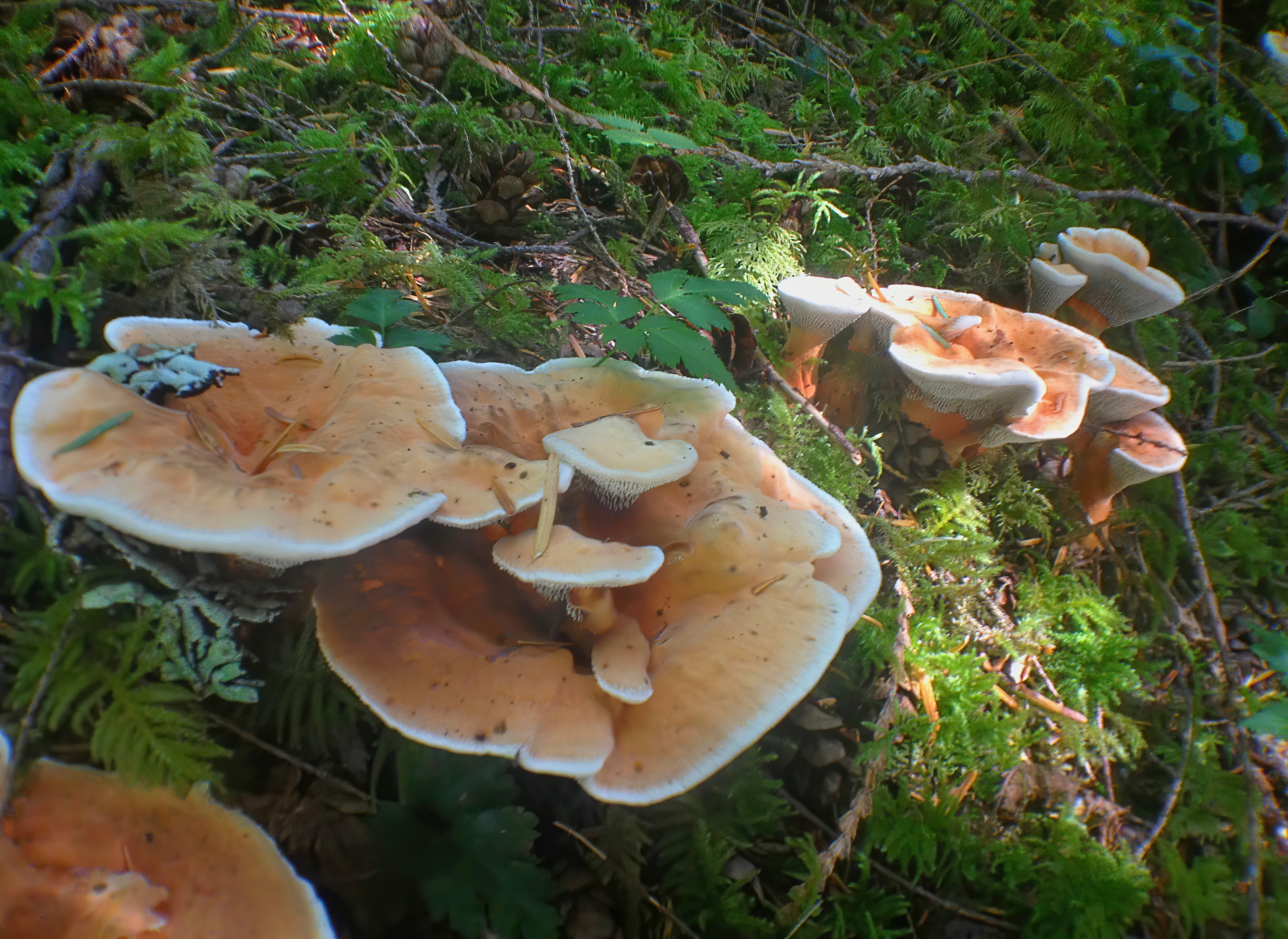
Le genre Hydnellum

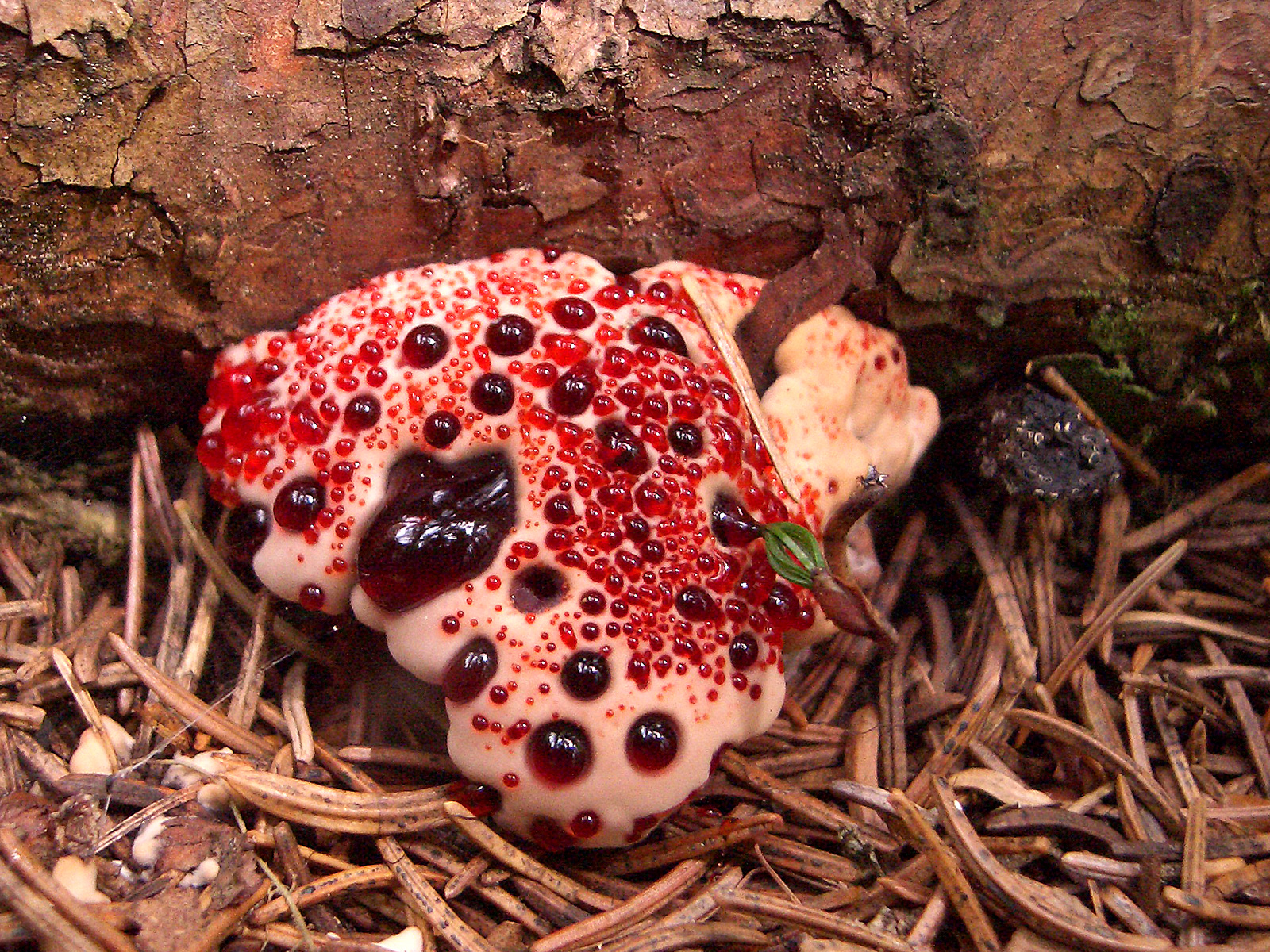
Le genre Hydnellum

- Hydnellum aurantiacum
- Hydnellum auratile
- Hydnellum caeruleum
- Hydnellum chrysinum
- Hydnellum coalitum
- Hydnellum compactum
- Hydnellum complicatum
- Hydnellum concrescens
- Hydnellum cristatum
- Hydnellum cruentum
- Hydnellum crustulinum
- Hydnellum cumulatum
- Hydnellum cyanodon
- Hydnellum cyanopodium
- Hydnellum earlianum
- Hydnellum ferrugineum
- Hydnellum fraudulentum
- Hydnellum frondosum
- Hydnellum geogenium
- Hydnellum gracilipes
- Hydnellum mirabile
- Hydnellum multiceps
- Hydnellum nigellum
- Hydnellum papuanum
- Hydnellum peckii
- Hydnellum regium
- Hydnellum scleropodium
- Hydnellum scrobiculatum
- Hydnellum septentrionale
- Hydnellum singeri
- Hydnellum spongiosipes
- Hydnellum staurastrum
- Hydnellum suaveolens
- Hydnellum subzonatum
- Hydnellum tardum

### Le genrePhellodon

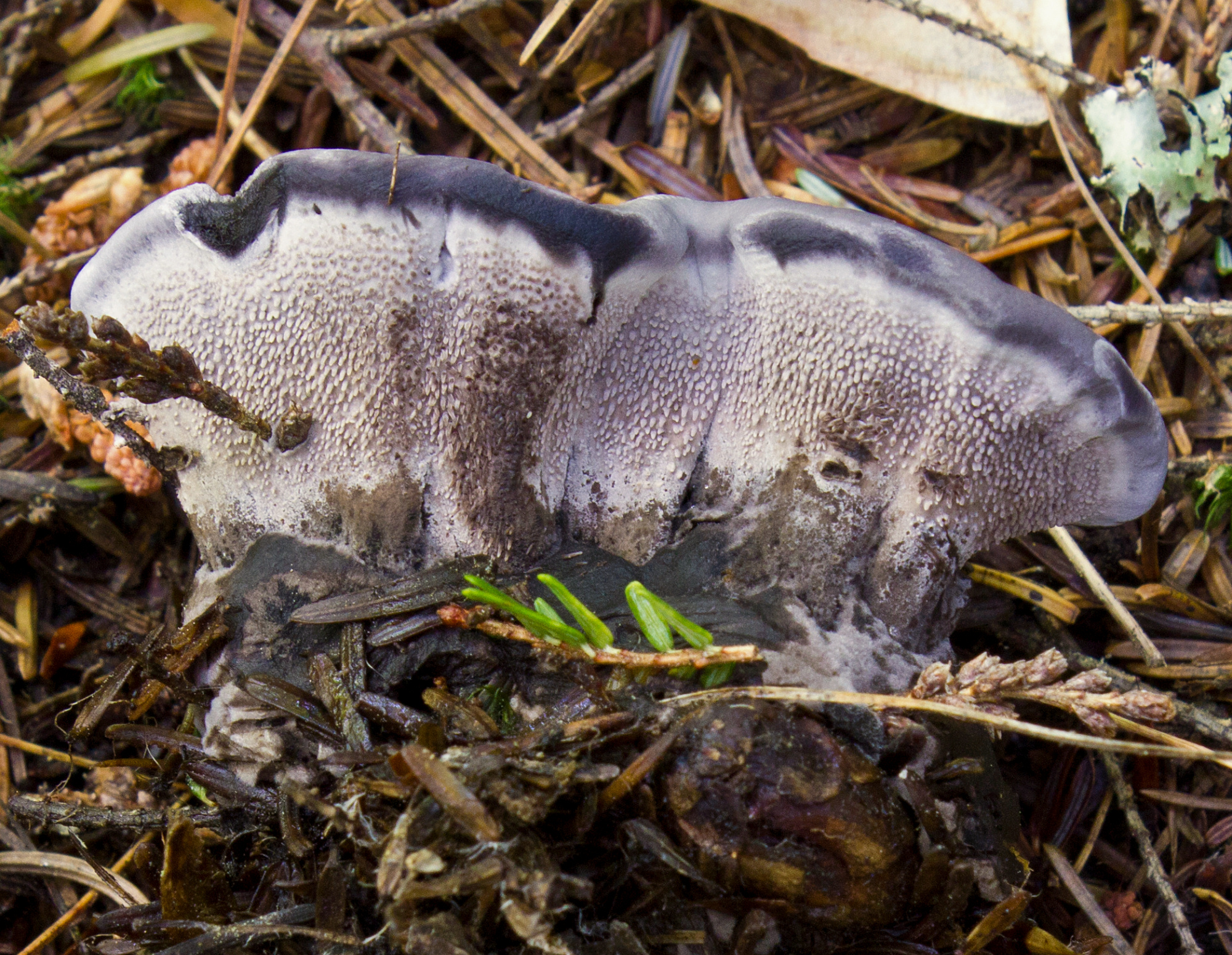
Le genre Phellodon

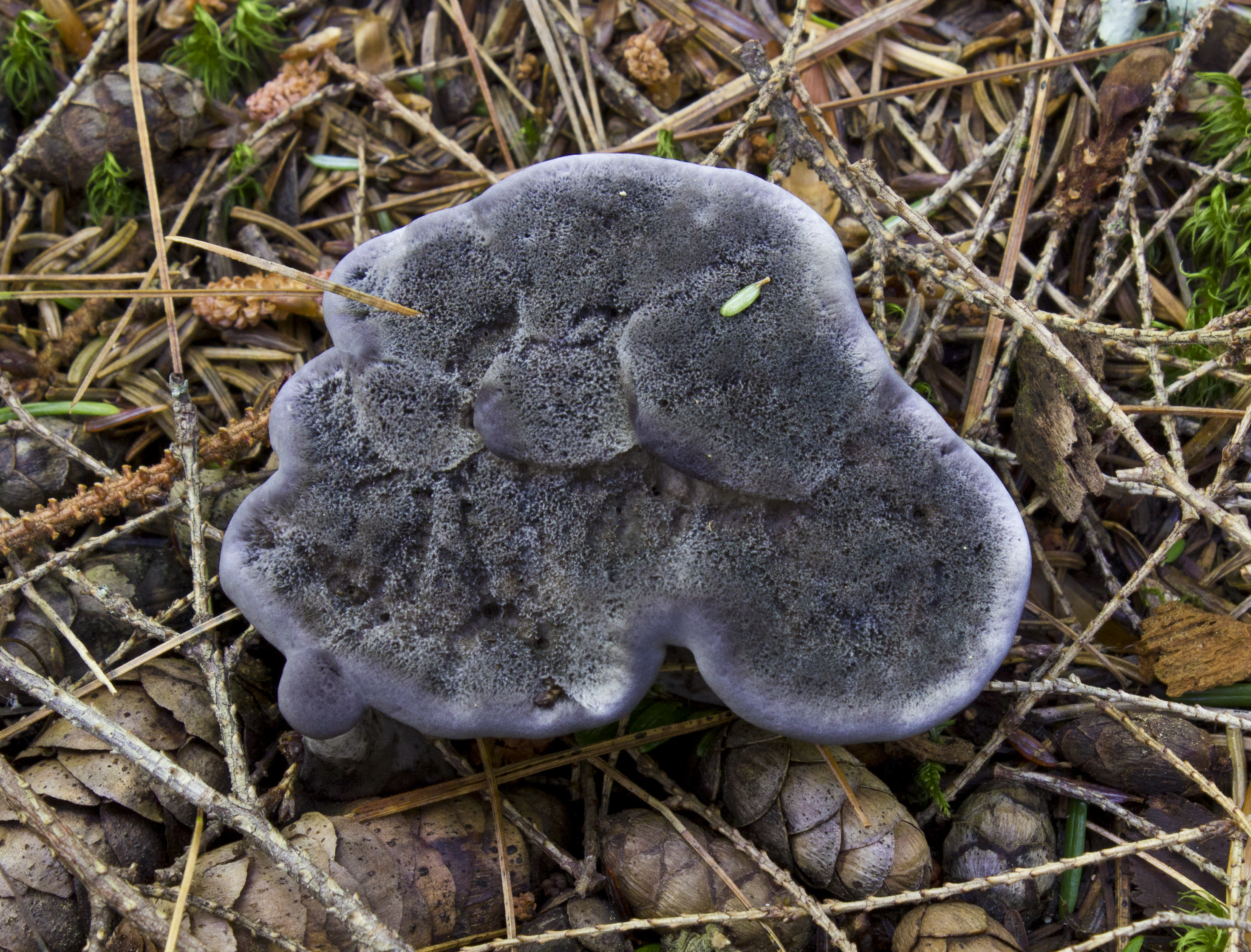
Le genre Phellodon

- Phellodon atratus
- Phellodon confluens
- Phellodon excentrimexicanus
- Phellodon fibulatus
- Phellodon implicatus
- Phellodon maliensis
- Phellodon melaleucus
- Phellodon niger
- Phellodon nothofagi
- Phellodon plicatus
- Phellodon putidus
- Phellodon rufipes
- Phellodon secretus
- Phellodon sinclairii
- Phellodon tenuis
- Phellodon tomentosus

### le genreSarcodon

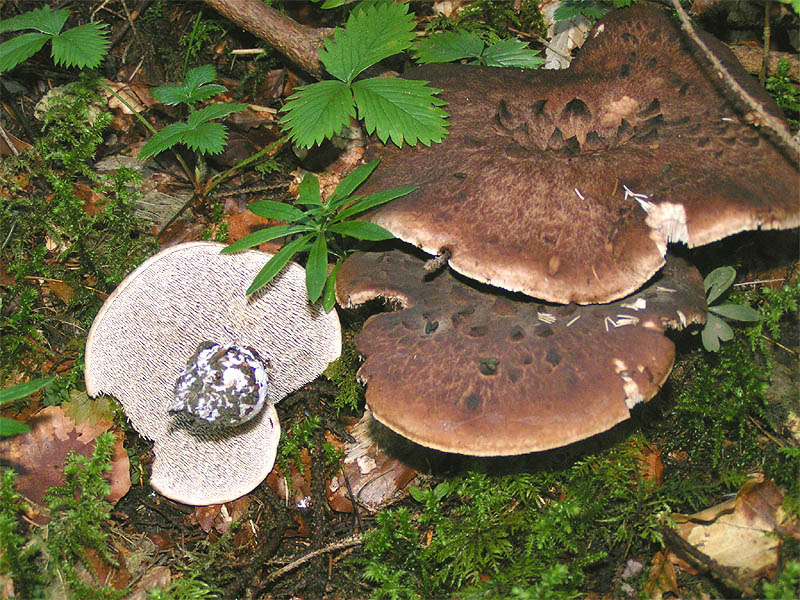
Le genre Sarcodon

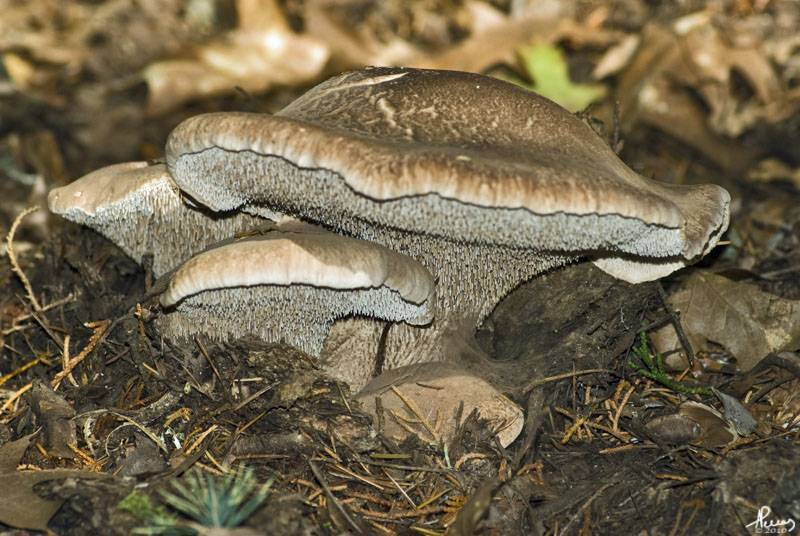
Le genre Sarcodon

- Sarcodon aglaosoma
- Sarcodon atroviridis
- Sarcodon caliginosus
- Sarcodon calvatus
- Sarcodon conchyliatus
- Sarcodon dissimulans
- Sarcodon excentricus
- Sarcodon fennicus
- Sarcodon fuligineoviolaceus
- Sarcodon fuscoindicus
- Sarcodon glaucopus
- Sarcodon harrisonii
- Sarcodon humilis
- Sarcodon ianthinus
- Sarcodon illudens
- Sarcodon imbricatus
- Sarcodon joeides
- Sarcodon lanuginosus
- Sarcodon lepidus
- Sarcodon leucopus
- Sarcodon lundellii
- Sarcodon martioflavus
- Sarcodon praestans
- Sarcodon procerus
- Sarcodon quietus
- Sarcodon regalis
- Sarcodon rimosus
- Sarcodon rutilus
- Sarcodon scabrosus
- Sarcodon squamosus
- Sarcodon stereosarcinon
- Sarcodon subfelleus
- Sarcodon thwaitesii
- Sarcodon underwoodii
- Sarcodon ustalis
- Sarcodon versipellis
- Sarcodon wrightii